# Juan Felipe Mey
Juan Felipe Mey y Gales, o Felipe Mey y Gales (Valencia, hacia 1542 - Zaragoza, 17 de octubre de 1612), helenista, humanista, traductor, escritor e impresor valenciano, hijo del humanista e impresor Juan Mey y padre del también helenista e impresor Sebastián Mey.

## Biografía
Hijo de Juan Mey, de origen flamenco, y Jerónima Galés, humanistas e impresores valencianos, Juan Felipe recibió una sólida formación en letras y acceso a fondos bibliotecarios de la mano de su protector, el arzobispo de Tarragona Antonio Agustín, quien lo llevó de muy joven consigo a Tarragona. Frecuentó asimismo al bibliotecario del obispo, el humanista Martín López de Bailo, al pintor Isaac Hermes Vermey y al abogado y bibliófilo Esteve Grimau.
Toda su vida mantuvo una relación especial con los jesuitas, algunas de cuyas obras imprimió; se casó con Anna Llagostera, hija de un notario de Tarragona, hacia 1580, y de ella tuvo al menos cuatro hijos hasta 1587; lo sabemos, entre otras cosas, por la devota biografía que su exalumno Jerónimo Martínez de la Vega (fallecido en 1678) le dedicó entre las de sus Vidas de varones ilustres valencianos, aún inéditas.
Fue impresor primero en Tarragona (1577-87) y luego en Valencia, así como catedrático de prosodia (desde 1593) y de gramática griega (desde 1604) en la Universidad de Valencia. Escribió un volumen de poesías, Rimas, que imprimió en Tarragona en 1586, el mismo año en que editó su traducción en octavas reales de los siete primeros libros de Las metamorfosis de Ovidio. Se le atribuye la segunda parte apócrifa del Guzmán de Alfarache, que otros creen de la mano del escritor Joan Martí, ya que más de la mitad de la obra puede encontrar referentes y aun plagios en otras de Juan Felipe Mey.
A su muerte sus libros fueron vendidos en almoneda a Tomás de Maluenda y al propio Jerónimo Martínez de la Vega. Se han perdido numerosas poesías en latín y en romance que compuso.

## Obras
- Rimas, Tarragona, 1586
- Traducción de Ovidio, Metamorfosis en octava rima. Tarragona: F. Mey, 1586 (solo los siete primeros libros).
- Prosodia. De ratione quantitatis syllabarum de pedibus, de carminum generibus et de accentibus epitome. Valencia, 1594.
- Orthographia, instrucción para escrivir correctamente assí en latín como en romance, Barcelona, 1635.
- Selectas et clarissimis poetis veteribus et recentioribus... Valencia, 1599 y 1603
- Extracto de Juan Núñez, Tirocinium linguae graecae ex Institutionibus grammaticis P. Joh. Nunnesi. Valencia, 1611.